# د. أ. باول
د. أ. باول (بالإنجليزية: D. A. Powell)‏ هو شاعر أمريكي، ولد في 16 مايو 1963.

## وصلات خارجية
- د. أ. باول على موقع ميوزك برينز (الإنجليزية)
- د. أ. باول على موقع ديسكوغز (الإنجليزية)